# Prisonniers du large
 (octobre 2023).
Si vous disposez d'ouvrages ou d'articles de référence ou si vous connaissez des sites web de qualité traitant du thème abordé ici, merci de compléter l'article en donnant les références utiles à sa vérifiabilité et en les liant à la section « Notes et références ».
Prisonniers du large est la vingt-septième histoire de la série La Patrouille des Castors de Mitacq et Jean-Michel Charlier. Elle a été publiée pour la première fois du no 2160 au no 2180 du journal Spirou, puis sous forme d'album en 1980.